# جامعة كاليفورنيا (ريفرسايد)
جامعة كاليفورنيا في ريفرسايد (بالإنجليزية: University of California, Riverside، وتعرف اختصارًا باسم UCR أو UC Riverside) هي جامعة بحثية أمريكية عامة، وهي واحدة من جامعات منظومة جامعة كاليفورنيا العشر. تقع الجامعة في أحد ضواحي ريفرسايد بولاية كاليفورنيا مع حرم فرعي في مدينة بالم ديزرت. وتعتبر واحدة من أكثر الجامعات الأمريكية تنوعًا من الناحيتين العرقية والاقتصادية.

## تاريخ الجامعة

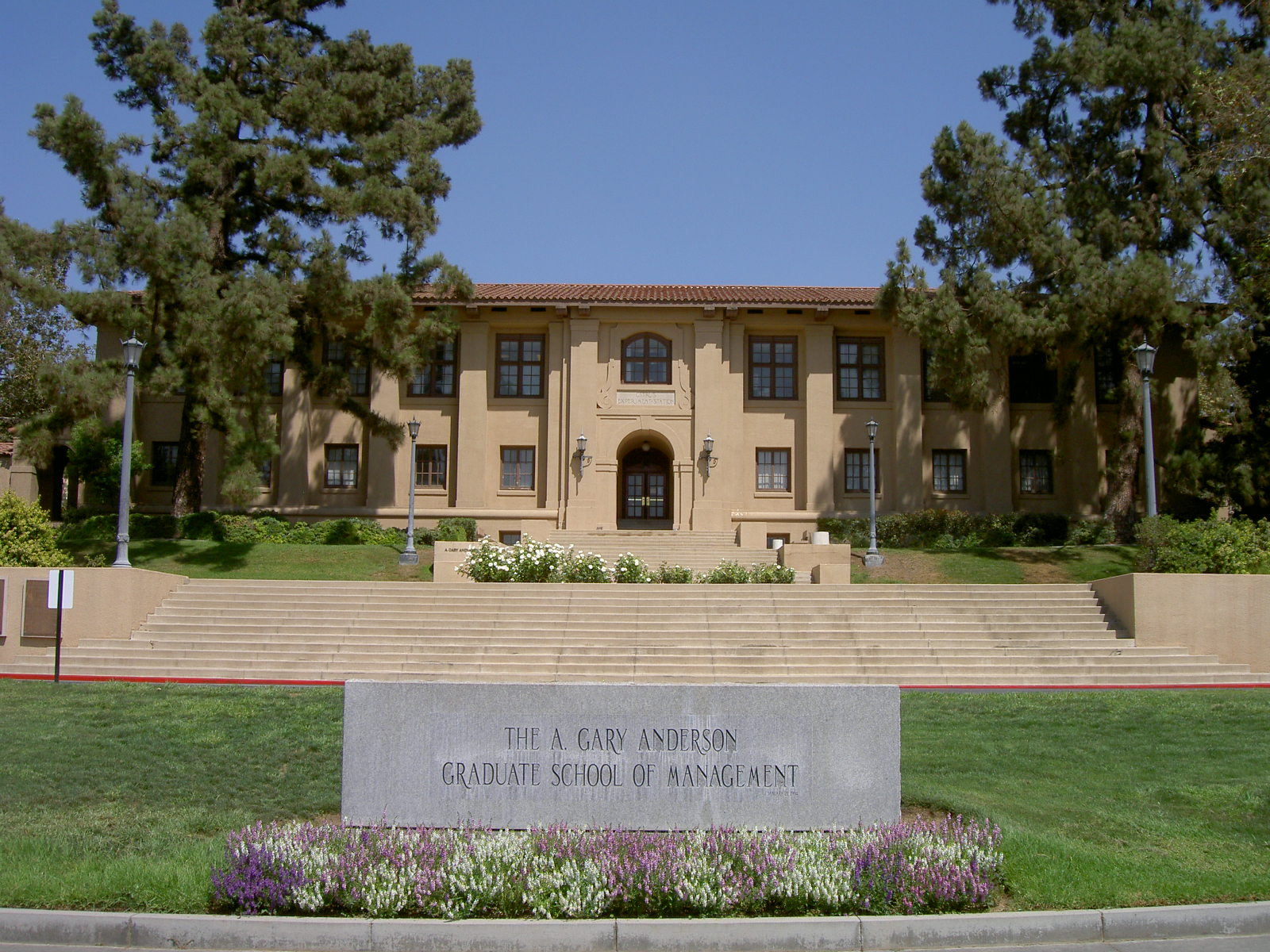
مبنى محطة تجارب الموالح بجامعة كاليفورنيا، نواة الجامعة التي أصبحت اليوم مدرسة للدراسات العليا في مجال الإدارة

تأسست الجامعة سنة 1907 تحت اسم «محطة تجارب الموالح بجامعة كاليفورنيا» (بالإنجليزية: UC Citrus Experiment Station)‏، وكانت لها الريادة في أبحاث المكافحة البيولوجية للآفات الزراعية ومنظمات النمو المسؤولة عن مد موسم زراعة الموالح في كاليفورنيا من أربعة إلى تسعة أشهر.
في سنة 1954 افتتحت كلية الآداب والعلوم بجامعة كاليفورنيا في ريفرسايد لطلبة المرحلة الجامعية الأولى، وفي سنة 1959 أعلن مجلس أمناء جامعة كاليفورنيا فرع ريفرسايد حرمًا عامًا تابعًا لمنظومة الجامعة، وبدأ قبول طلبة الدراسات العليا بالجامعة سنة 1961. وقد اعتمدت الجامعة منذ سنة 1999 مبلغًا يربو على 730 مليون دولار لتنفيذ مشاريع إنشائية جديدة تستوعب ما 21 ألف طالب يتوقع أن يكونوا مسجلين بالدراسة بالجامعة بحلول سنة 2015.
ومنحت كلية الطب بجامعة كاليفورنيا الاعتماد الأول في شهر أكتوبر عام 2012 ، والفصل الأول سيتم تسجيله في أغسطس 2013.وهذا أول بحث جديد قائم على المدرسة الطبية العامة ومقرها في 40 عاماً

## التصنيف
في سنة 2011 احتلت ريفرسايد المرتبة الرابعة والأربعين بين أفضل الجامعات العامة في الولايات المتحدة وفقًا لتقرير يو إس نيوز آند ورلد، والمرتبة السابعة والتسعين بشكل عام (من بين 368 كلية وجامعة شملها التقييم).

## من مشاهير خريجي الجامعة
- ريتشارد شروك: كيميائي أمريكي حاصل على جائزة نوبل في الكيمياء سنة 2005. يعمل حالياً بمعهد ماساتشوستس للتقنية.

## وصلات خارجية
- الموقع الرسمي للجامعة